# Murshidabad (stad)
Murshidabad is een historische stad in de Indiase deelstaat West-Bengalen. Het is een municipality met circa 44.000 inwoners (2011), behorend tot het district Murshidabad. De stad ligt op de oostelijke oever van de rivier de Bhagirathi (alias Hooghly), een aftakking van de Ganges, ongeveer tweehonderd km ten noorden van Kolkata.

## Geschiedenis
Murshidabad werd begin 18e eeuw gesticht op initiatief van nawab Murshid Quli Khan. Van 1705 tot 1773 was het de hoofdstad van de provincie Bengalen in het Mogol-rijk. Bengalen was de rijkste Mogol-provincie en Murshidabad werd welvarend. Op het hoogtepunt in de jaren 1750 waren er tienduizend inwoners. De bevolking was kosmopolitisch, met rijke bankiers- en koopmansfamilies uit verschillende delen van het Indiase subcontinent, maar ook de Jagat Seth en Armeniërs.
Europese bedrijven, waaronder de Britse Oost-Indische Compagnie, de Franse Oost-Indische Compagnie, de Nederlandse Oost-Indische Compagnie en de Deense Oost-Indische Compagnie, deden zaken en vestigden fabrieken in de stad. Zijde was een belangrijk product en ook de kunsten bloeiden. Er waren ivoorsnijders, klassieke muzikanten, en schilders die een eigen Murshidabad-stijl ontwikkelden.
Het verval van de stad begon met de nederlaag van nawab Siraj-ud-Daulah in de Slag bij Plassey in 1757. Hij werd gedegradeerd tot de status van zamindar, met de titel nawab van Murshidabad. De Britten verplaatsten de schatkist, de rechtbanken en de belastingdiensten naar Kolkata. 
In 1901 was de bevolking van Murshidabad boven de 15.000 gestegen. De stad werd een districtshoofdkwartier van het Bengal Presidency.

## Bezienswaardigheden
- Nizamat Kila (het fort van de nawabs), ook bekend als het Hazarduari-paleis (Paleis met de duizend deuren), gebouwd in Italianiserende stijl door Duncan McLeod in 1837
- Moti Jhil (Parelmeer) ten zuiden van het paleis
- Muradbagh-paleis
- Khushbagh-begraafplaats, waar de overblijfselen van Ali Vardi Khan en Siraj Ud Daulah liggen
- Nizamat Imambara, gebouwd in 1847 door nawab Nazim Mansoor Ali Khan Feradun Jah
- Katra Masjid, de moskee uit 1723-1724 waar zich de graftombe van Nawab Murshid Quli Khan bevindt